# Ignaz Jakob Florian Casparides

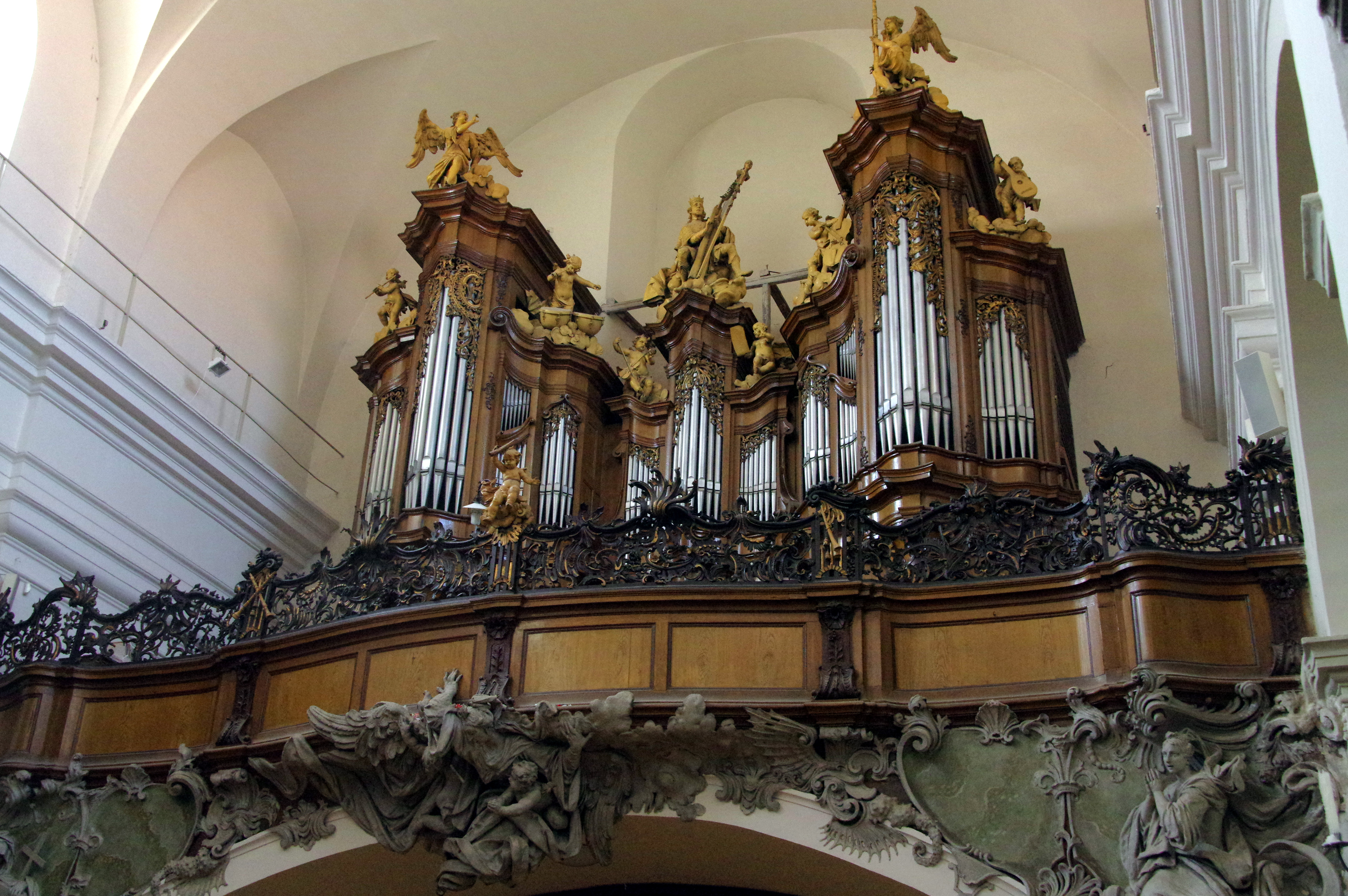
Orgel der Dominikanerkirche in Znaim

Ignaz Jakob Florian Casparides (* 12. Dezember 1700 in Kremsier, Markgrafschaft Mähren; † ca. 1773 in Znaim) war ein mährisch-österreichischer Orgelbauer.

## Leben
Ignaz Jakob Florian Casparides war der Halbbruder des Orgelbauers Johann Georg Wenzel Casparides. Er hatte ab 1740 seine Werkstätte im mährischen Znaim. Mit großer Wahrscheinlichkeit war er auch Lehrer von Josef Silberbauer, einem bedeutenden Orgelbauer der mährisch-süddeutschen Orgelbautradition in Znaim.
Als Orgelbauer führte er die Tradition des Verzierens der Prospektpfeifen gleich seinem Halbbruder Johann Georg Wenzel Casparides weiter, gestaltete diese Pfeifenverzierungen aber weit weniger aufwändig. In den Jahren 1755/1756 errichtete er die Orgel in der Dominikanerkirche in Znaim.

## Werkliste
| Jahr      | Ort                    | Gebäude                             | Bild | Manuale | Register | Bemerkungen                                                                                          |
| --------- | ---------------------- | ----------------------------------- | ---- | ------- | -------- | --- |
| 1729      | Drosendorf             | Pfarrkirche Drosendorf              |      | II/P    | 13       | [ 2 ]                                                                                                |
| 1731      | Geras                  | Prämonstratenserkloster Stift Geras |      | II/P    | 16       | Hauptorgel, Gehäuse und Pfeifen erhalten                                                             |
| 1739      | Laa an der Thaya       | Spitalskirche                       |      | I/P     | 5        | |
| 1740      | Retz                   | Rathauskapelle                      |      | I/P     | 7        | Stimmung, Neuaufstellung                                                                             |
| 1742      | Großweikersdorf        | Pfarrkirche Großweikersdorf         |      | II/P    | 16       | nicht erhalten, Orgelgehäuse von Benedikt Latzl aus 1855, Orgelwerk von Johann M. Kauffmann aus 1933 |
| 1750      | Maria Dreieichen       | Basilika Maria Dreieichen           |      | II/P    |          | nicht erhalten                                                                                       |
| 1750      | Seefeld NÖ             | Pfarrkirche Seefeld                 |      | II/P    | 16       | |
| 1756      | Znaim                  | Znaimer Dominikanerkloster          |      |         |          | |
| 1757      | Kdousov                | Pfarrkirche                         |      | II/P    | 14       | [ 3 ]                                                                                                |
| 1758      | Obermarkersdorf        | Pfarrkirche Obermarkersdorf         |      | II/P    |          | heute in Pfarrkirche Röschitz                                                                        |
| 1760      | Retz                   | Dominikanerkirche                   |      | II/P    | 16       | [ 5 ]                                                                                                |
| 1763      | Stockern               | ehemalige Pfarrkirche               |      | I/P     | 5        | nunmehr in: Neuer Pfarrkirche Stockern                                                               |
| 1769      | Weikertschlag          | Pfarrkirche Weikertschlag           |      | I/P     | 8        | |
| 1769      | Neukirchen an der Wild | Pfarrkirche Neukirchen an der Wild  |      | I/P     | 8        | |
| unbekannt | Ranzern                | Pfarrkirche                         |      |         |          | leeres Orgelgehäuse                                                                                  |

Weitere Orgeln:
- Orgel in Pfarrkirche Drosendorf (nach 1729, 14/II)[6]
- Orgel in Pfarrkirche Neukirchen an der Wild, NÖ (8/I, nicht erhalten)
- Orgel in Ranzern, Ortsteil von Döschen, Mähren